# Tilt-shift

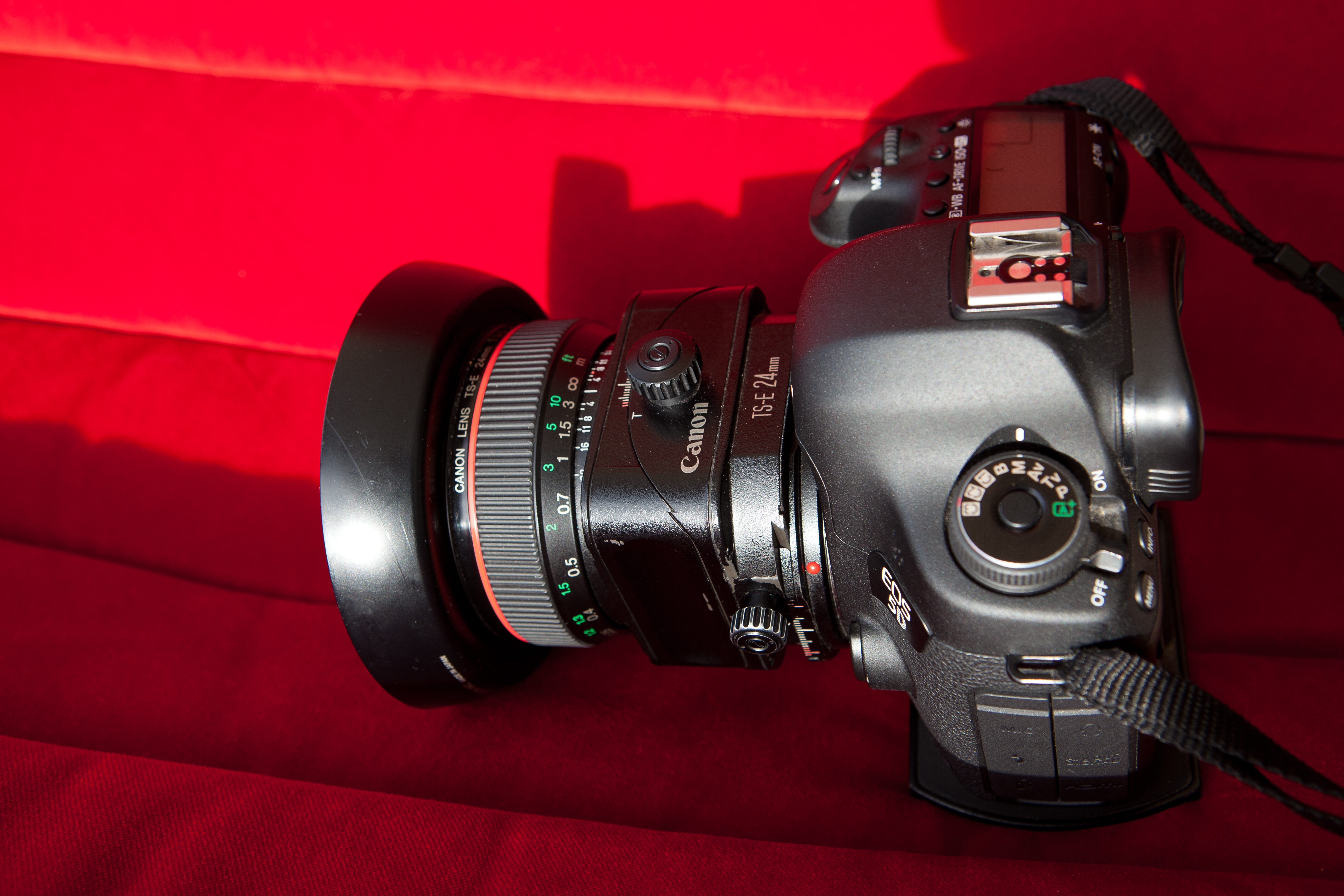
Fotoaparát s nasazeným shift objektivem

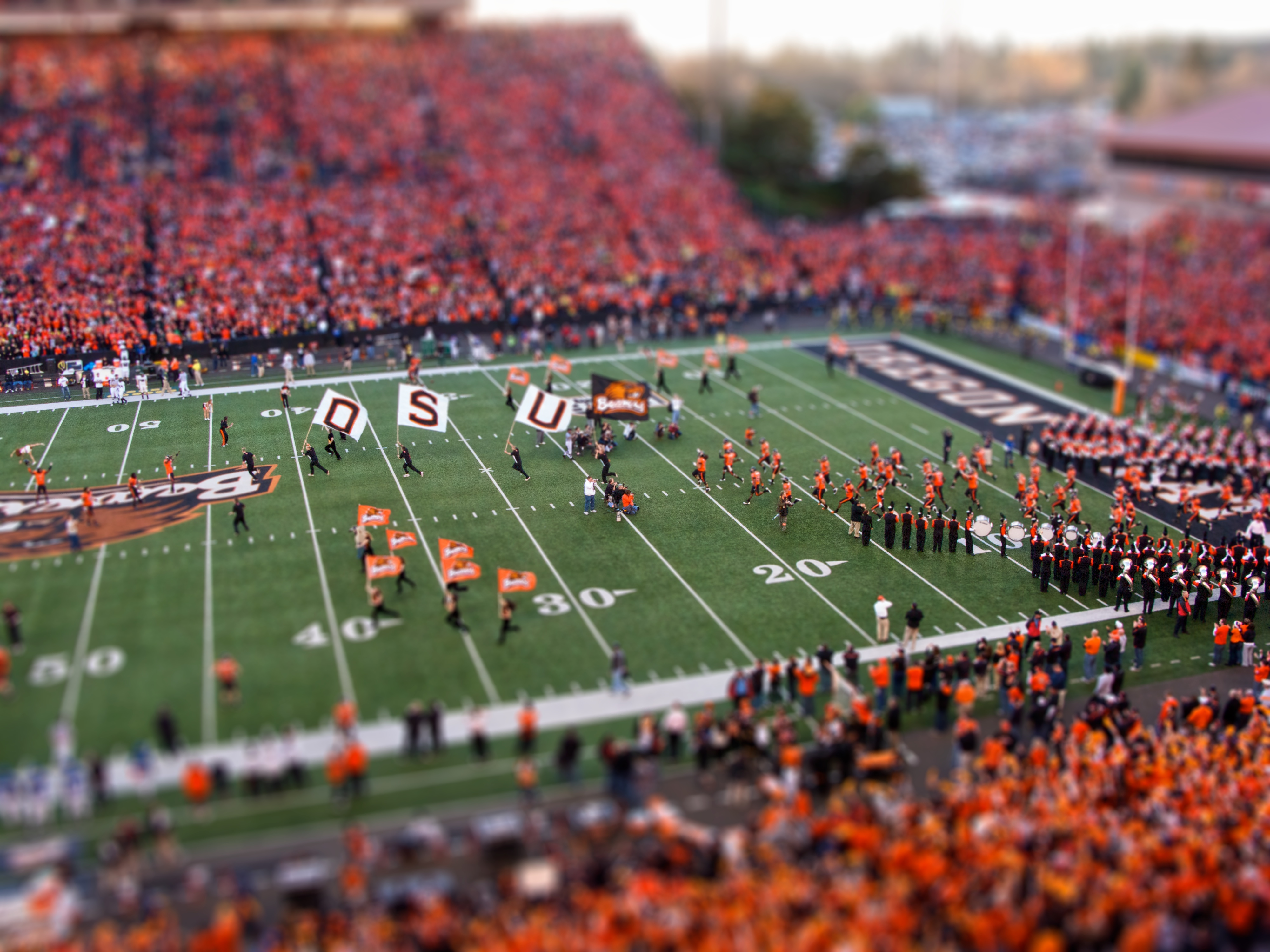
Fotografie s tilt-shift efektem, působící dojmem miniatury stadionu

Tilt-shift je efekt optické iluze ve fotografování. Fotograf zachytí například město, poté je upraví efektem tilt-shift a náhodný pozorovatel se může domnívat, že jde o miniaturu města, či návrh architektonického modelu. Efektu je docíleno manipulací s nízkou hloubkou ostrosti, ať už objektivem fotoaparátu, nebo úpravou na počítači.

## Tilt a shift
- Jestliže rovina filmu není rovnoběžná s vertikální nebo horizontální linií budovy, dochází k efektu zvanému kácení linií. Vytváří tak dojem, že budova padá dozadu. Fotoaparáty malého nebo středního formátu s pevným objektivem musí zůstat ve vodorovné poloze, aby se těmto efektům zabránilo. To je však omezeno při komponování nebo není někdy technicky proveditelné. Nápravu umožňují shift objektivy, upravené profesionální velkoformátové kamery, měchové fotoaparáty nebo korekce při zpracování digitálního obrazu.

- V mnoha případech není vyžadován ostrý obraz celého objektu, nebo těch míst, které se nacházejí rovnoběžně s rovinou filmu. Způsoby, jak toho dosáhnout je použití tilt objektivu na velkoformátové kameře. To umožňuje udržení vodorovné osy objektivu a tudíž zachování vertikální a paralelní linie. Lze posouvat směrem nahoru, dolů nebo do strany.

## Restituce a distorze

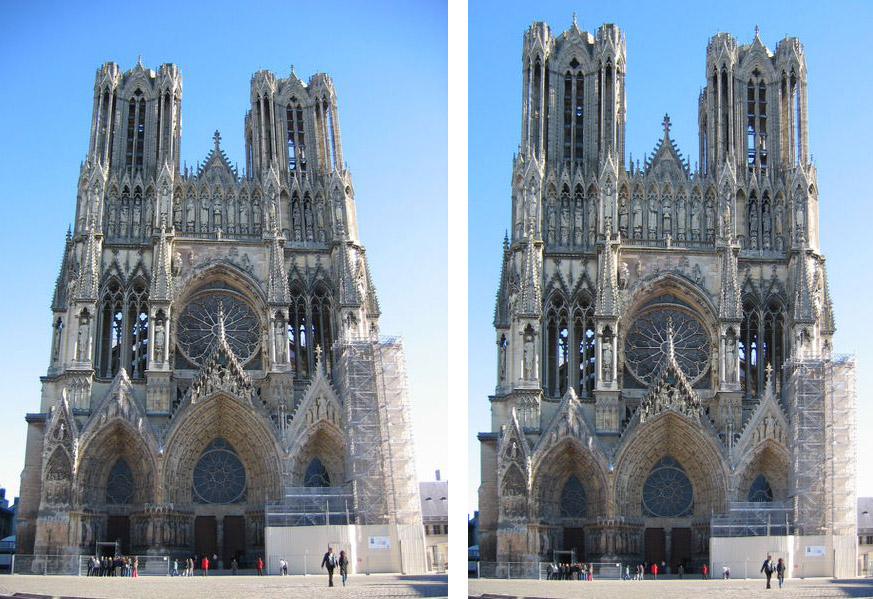
Originál a upravený snímek po softwarové restituci

Restituce fotografie je úprava perspektivního zkreslení, kdy se sbíhají zpravidla svislé linie, které působí rušivě zejména na snímcích architektury. Profesionální fotografické přístroje umožňují korigovat perspektivní zkreslení pomocí speciálních naklápěcích a posuvných objektivů (objektivy tilt-shift nebo perspective control) již při expozici snímku posunem optické osy objektivu vzhledem k ose filmu nebo snímače.
U snímků pořízených běžnými fotografickými přístroji, které neumožňují korigovat perspektivní zkreslení, lze perspektivu do jisté míry upravit při zpracování. Restituce klasických fotografií, zhotovených v temné komoře, se provádí buď pravou nebo nepravou restitucí.
Restituci digitálních fotografií je možné provádět softwarově grafickým editorem pomocí funkcí transformace nebo úpravy perspektivy.

## Galerie

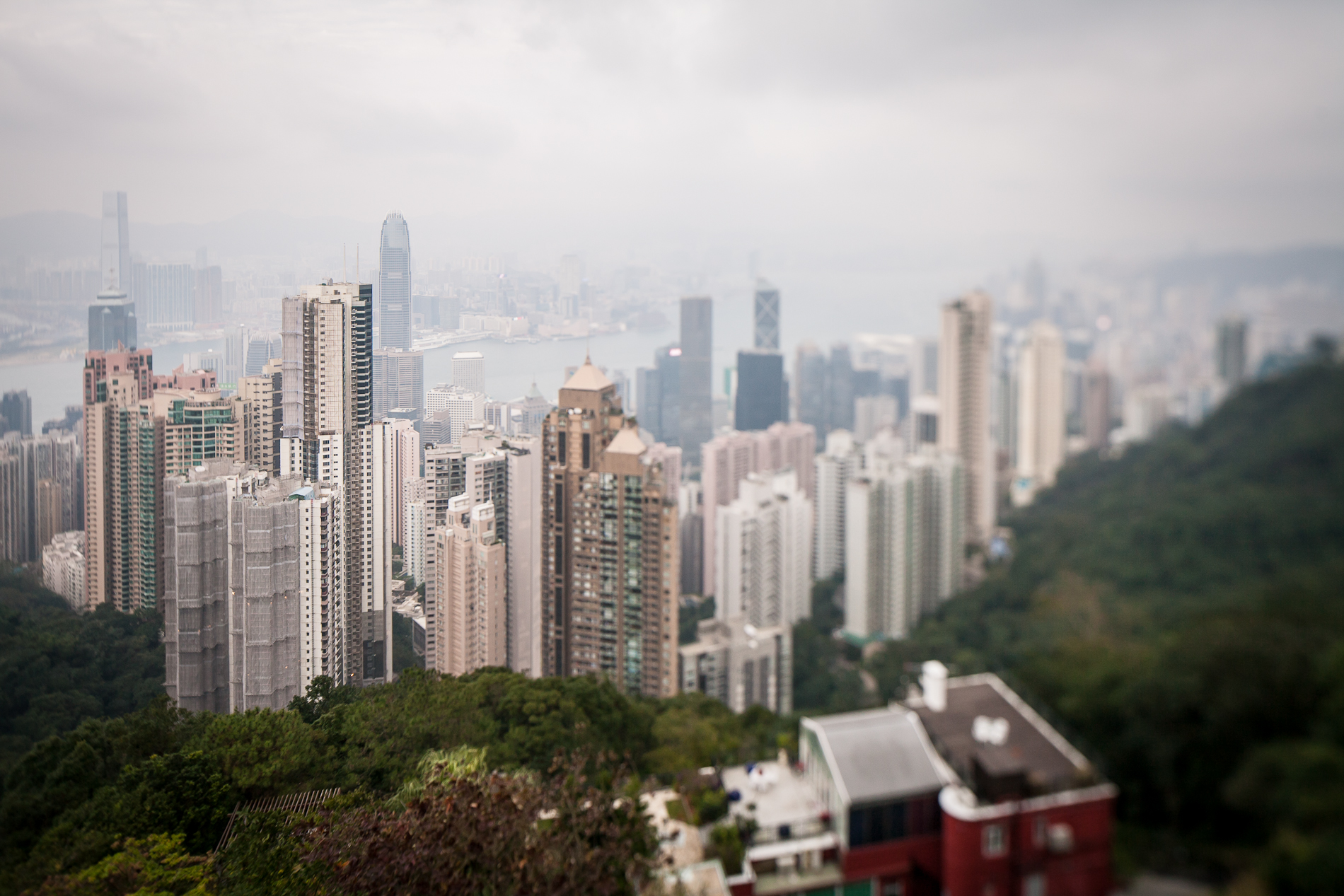
Hong Kong